# Łukasz Żal
Łukasz Żal (pronunciación en polaco: /ˈwukaʂ ˈʐal/; nacido el 24 de junio de 1981) es un director de fotografía y director de cine polaco.

## Filmografía
Largometrajes
| Año  | Título                        | Director                     | Notas                  | Ref.  |
| ---- | ----------------------------- | ---------------------------- | ---------------------- | ----- |
| 2013 | Ida                           | Paweł Pawlikowski            | Con Ryszard Lenczewski | [ 1 ] |
| 2015 | The Here After                | Magnus von Horn              |                        | [ 1 ] |
| 2016 | Ikona                         | Wojciech Kasperski           | Documental             | [ 1 ] |
| 2017 | Loving Vincent                | Dorota Kobiela Hugh Welchman | Con Tristan Oliver     | [ 1 ] |
| 2018 | Dovlatov                      | Aleksei Alekseivich German   |                        | [ 1 ] |
| 2018 | Cold War                      | Paweł Pawlikowski            |                        | [ 1 ] |
| 2020 | I'm Thinking of Ending Things | Charlie Kaufman              |                        | [ 1 ] |
| 2023 | The Zone of Interest          | Jonathan Glazer              |                        |       |

Cortometrajes
| Año  | Título                     | Director           | Notas            | Ref.  |
| ---- | -------------------------- | ------------------ | ---------------- | ----- |
| 2006 | World Champion             | Él mismo           |                  | [ 1 ] |
| 2011 | Papparazzi                 | Piotr Bernas       | Corto documental | [ 1 ] |
| 2013 | Joanna                     | Aneta Kopacz       | Corto documental | [ 1 ] |
| 2013 | Arena                      | Piotr Bernas       | Corto documental | [ 1 ] |
| 2013 | Left Side of the Face      | Marcin Bortkiewicz | Corto documental | [ 1 ] |
| 2015 | What Went Down             | Niall O'Brien      |                  | [ 1 ] |
| 2015 | Polish Legends: The Dragon | Tomasz Baginski    |                  | [ 1 ] |
| 2015 | Polish Legends: Twardowsky | Tomasz Baginski    |                  | [ 1 ] |

## Premios y nominaciones
Premios Óscar
| Año  | Categoría        | Película | Resultado |
| ---- | ---------------- | -------- | --------- |
| 2019 | Mejor fotografía | Cold War | Nominado  |